# Mirosternus amatus
Mirosternus amatus là một loài bọ cánh cứng thuộc họ Ptinidae.